# Diacetyl
Diacetyl (danh pháp hệ thống IUPAC: butandion hoặc 2,3-butandione) là sản phẩm phụ tự nhiên của quá trình lên men. Nó là một hợp chất dixeton gồm hai nhóm C=O liền kề, công thức hóa học là C4H6O2. Diacetyl xuất hiện tự nhiên trong các sản phẩm đồ uống có cồn và được bổ sung vào một số thực phẩm để tạo hương vị bơ.

## Trong sản phẩm thực phẩm
Diacetyl và axetoin là hai hợp chất tạo nên hương vị đặc trưng của bơ sữa. Do đó, các nhà sản xuất margarin hoặc các sản phẩm chất béo thực vật tương tự thường bổ sung diacetyl và axetoin (cùng với beta caroten để tạo màu vàng) để cho sản phẩm cuối cùng có hương vị bơ..

## Trong đồ uống có cồn
Ở hàm lượng thấp, diacetyl tạo nên độ trơn của đồ uống có cồn có thể cảm nhận trong miệng. Với hàm lượng lớn hơn, diacetyl tạo vị bơ hoặc vị của một loại kẹo làm từ bơ đun với đường.
Trong một số loại bia, sự có mặt của diacetyl ở nồng độ thấp có thể chấp nhận được, thậm chí là chất mong muốn có, ngược lại trong một số loại bia khác, diacetyl không được phép có.
Diacetyl được tạo ra trong quá trình lên men như là sản phẩm phụ của sự tổng hợp valin (một loại amino acid thiết yếu), khi nấm men tạo ra α-axetolactat và chất này bị decarboxyl hóa tạo thành diacetyl. Sau đó nấm men hấp thụ diacetyl và phân cắt các nhóm xeton để tạo thành các hợp chất có hương vị trung tính là axetoin và 2,3-butanediol.
Nồng độ diacetyl trong rượu chardonnay đã được xác định từ 0,005 mg/L đến 1,7 mg/L và lượng cần thiết để tạo hương vị cảm nhận được tối thiểu là 0,2 mg/L.